# Fondo de Población de las Naciones Unidas
El Fondo de Población de las Naciones Unidas (FPNU) es una agencia especializada de las Naciones Unidas que comenzó a patrocinar programas de política demográfica en 1967. Está dirigida por Natalia Kanem. Es uno de los organismos dependientes de la Asamblea General de las Naciones Unidas y tiene su sede en Nueva York.

## Objetivos
Es la principal institución internacional en programas de salud reproductiva, fundamentalmente el control de la natalidad, la planificación familiar y la lucha contra las enfermedades de transmisión sexual, sobre todo en los países subdesarrollados. Trabaja en más de 140 países en políticas de apoyo a la mujer y a la juventud.
Establece como su propósito apoyar a los países en el uso de los datos de población para políticas y programas que reduzcan la pobreza y se aseguren de que cada embarazo sea deseado, cada parto sea seguro, cada joven esté libre de sida y cada niña y mujer sea tratada con dignidad y respeto.

Mapa realizado con datos del UNPFA sobre embarazos adolescentes. Cuanto más oscuro el color, mayor número de nacidos de mujeres entre 15 y 19 años.

## Conferencia Internacional sobre la Población y el Desarrollo - 1994
La Conferencia Internacional sobre la Población y el Desarrollo celebrada en El Cairo en 1994 estableció el denominado Programa de Acción de la ICPD, documento que contiene las últimas estrategias sobre población y desarrollo y que se centra en satisfacer necesidades básicas de las mujeres y los hombres en lugar de establecer objetivos de carácter demográfico.